# ユネスコ村

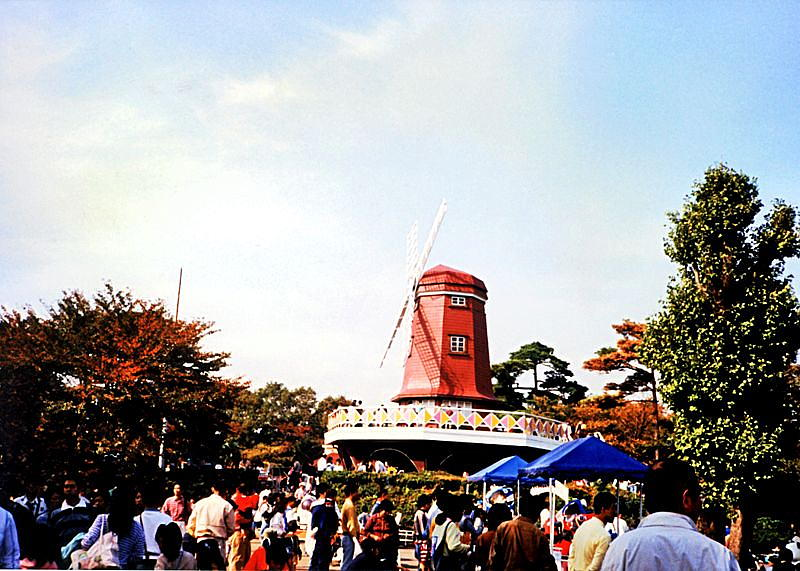
オランダ風車で親しまれた在りし日のユネスコ村（1990年11月3日撮影、閉園前日のもの）

ユネスコ村（ユネスコむら）は、埼玉県所沢市にかつて存在した遊園地である。
現在は園内の一部を毎年5月下旬から7月中旬にかけて「ゆり園」として営業している。

## 歴史
ここでは主に旧ユネスコ村（1951年 - 1990年）と、ユネスコ村大恐竜探検館（1993年 - 2006年）について詳述する。

### ユネスコ村
1951年（昭和26年）9月16日、日本が国際連合教育科学文化機関（UNESCO）に60番目に加盟したことを記念して開園。同時に西武山口線が上堰堤 - ユネスコ村間へ延長された（1984年廃止）。
開園から同年11月30日まで、ユネスコ加盟を記念した「ユネスコこども博覧会」が開催された（第一会場がとしまえん、第二会場がユネスコ村）。
園内は世界各国の建築物が小さく再現されたほか、オランダの風車、トーテムポールなどが園内を飾っており、遊園地というよりテーマパークに近い部分もあった。人気行楽地として親しまれ、遠足にも重宝された。また、野外ステージでは連日イベントが行われていたほか、人気アイドル歌手のコンサート（デビューイベントなど）も開催された。さらに、1961年（昭和36年）公開の映画『はだかっ子』では、園内施設が重要な役割を果たした。
1990年（平成2年）11月4日をもって閉園した。

### ユネスコ村大恐竜探検館
旧ユネスコ村の閉園後、再開発によって恐竜をテーマにした『ユネスコ村大恐竜探検館』として1993年（平成5年）12月22日に新装開業。同年開業した西武グループ系列の横浜・八景島シーパラダイスのプレジャーランドと同じく、インタミン社製のアトラクションを多く導入している。
開業当初は、映画『ジュラシックパーク』の公開などでムーブメントが起きた恐竜ブームに乗じて人気を博したが、平日は小学校行事などの団体客で占められて閑散としていたため、西武園ゆうえんちと同じく平日は水曜・木曜（冬季は火曜も追加）が休園日であった。1995年（平成7年）に『UFO』（フライング・アイランド）、1999年（平成11年）に『バーチャルライドシアター』が投入され、営業開始した。
大恐竜探検館開業以降、西武園ゆうえんちとの2館共通の入園・パスポートも発売され、1997年（平成9年）頃から数年間は証明写真機（デジタルカメラ）で顔写真を撮影し、使いまわし防止のため熱転写プリンターで名刺大サイズのパスポートと共に顔写真を印字する当時では画期的な仕組みがとられていた。2002年（平成14年）頃からは西武山口線のフリーパスも付帯されたが、2005年（平成17年）に取りやめとなった。また2004年（平成16年）頃より西武ドームの観戦券を提示すると入園料などが半額となるサービスも実施されるようになり、開催日は混雑する盛況ぶりであった。
しかしながらレジャーが多様化し、最新の発掘情報を盛り込んだイベント「恐竜博」が他所で開催されるようになると客足は減少。1994年度（平成6年度）は80万人以上を動員した来館者数も、2005年度（平成17年度）には24万人台へと落ち込んだ。この状況から、ユネスコ村は経営再建段階にある西武グループの整理対象となり、2006年（平成18年）9月30日で営業を休止した。営業再開や再開発の目処は10年を経過した2021年時点でも立っていない。
大恐竜探検館の閉館後、単独営業をしているゆり園の出入口では恐竜像が閉園後も残っていたが、2009年シーズンに撤去された。建物の外観は現在も手付かずのままである。
2010年（平成22年）11月、旧ユネスコ村（ゆり園を含む）一帯をはじめとする西武園エリアのネーミングを、西武鉄道が運営するコミュニティサイトにて募集したところ、社内満場一致で「所沢西武 アッハの森」に決定した。

## 沿革

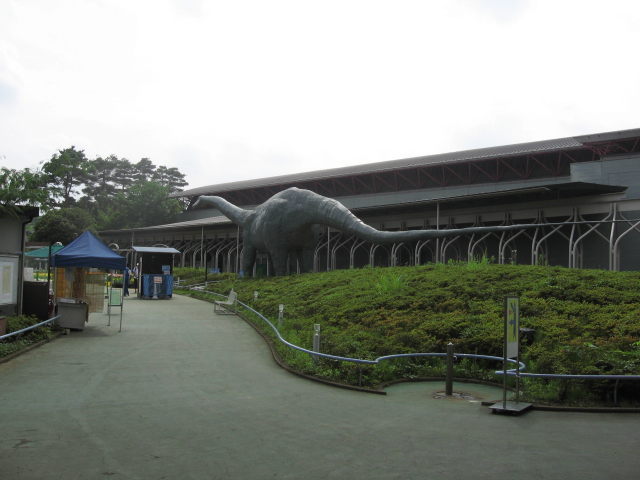
2006年まで営業していたユネスコ村大恐竜探検館。シンボルの恐竜の像は閉鎖後も当時のまま残っていた。（2008年6月撮影。現在は撤去されている）

- 1951年（昭和26年）9月16日 - 日本のユネスコ加盟を記念して西武鉄道により開園。おとぎ列車ユネスコ村駅開業。
- 1964年（昭和39年） - 北海道鶴居村をユネスコ村設置構想推進の目的で視察。後に国土計画が釧路湿原が見下ろせる宮島岬を用地として買収する。
- 1984年（昭和59年）5月14日 - おとぎ列車改め西武山口線休止（翌1985年4月25日ユネスコ村駅廃止）。
- 1990年（平成2年）11月4日 - ユネスコ村を閉園。
- 1993年（平成5年）12月22日 - 「ユネスコ村大恐竜探検館」として再び営業開始。その他の遊戯物も同日開業。
- 1997年（平成9年） - 西武レクリエーションに運営を受託。
- 2005年（平成17年）6月4日 - ユネスコ村自然散策園「ゆり園」営業開始。
- 2006年（平成18年）9月30日 - ユネスコ村大恐竜探検館と付帯するアトラクションの営業を休止（実質的には終了）。

## 主なアトラクション

### 第1期
- オランダ風車 - ユネスコ村のシンボルとして長きにわたり親しまれた。
- メリーゴーランド

など

### 第2期
- 以下のアトラクションはインタミン製である。
- 大恐竜探検館

恐竜についての映写とボートライドが合わさったアトラクションのほか、恐竜の化石やレプリカの展示があった。
- UFO
- バーチャルライドシアター（旧2002年度までは「シミュレーションシアター」）
- メリーゴーランド

## アクセス
所在地
〒359-1153 埼玉県所沢市上山口2227
交通機関
- 西武狭山線・山口線（レオライナー） 西武球場前駅下車徒歩3分